# 舊金山華藏寺
華藏寺位於美國舊金山市中心熱鬧的米慎區（Mission District），前身為一個天主教教堂，於2004年十二月二十五日開寺，入口處供奉彌勒菩薩像，一樓為大雄寶殿，供奉釋迦牟尼佛像、千手觀音菩薩、韋馱菩薩像，二樓為彌陀殿，供奉阿彌陀佛像，佛像高達兩層樓，極為莊嚴壯觀，三樓為藏經閣，後院有關聖帝君護法亭。

## 歷代住持
| 第一代住持(2004-2015) | 隆慧法師 |
| 第二代住持(2015-現在) | 若慧法師 |

## 建築設施

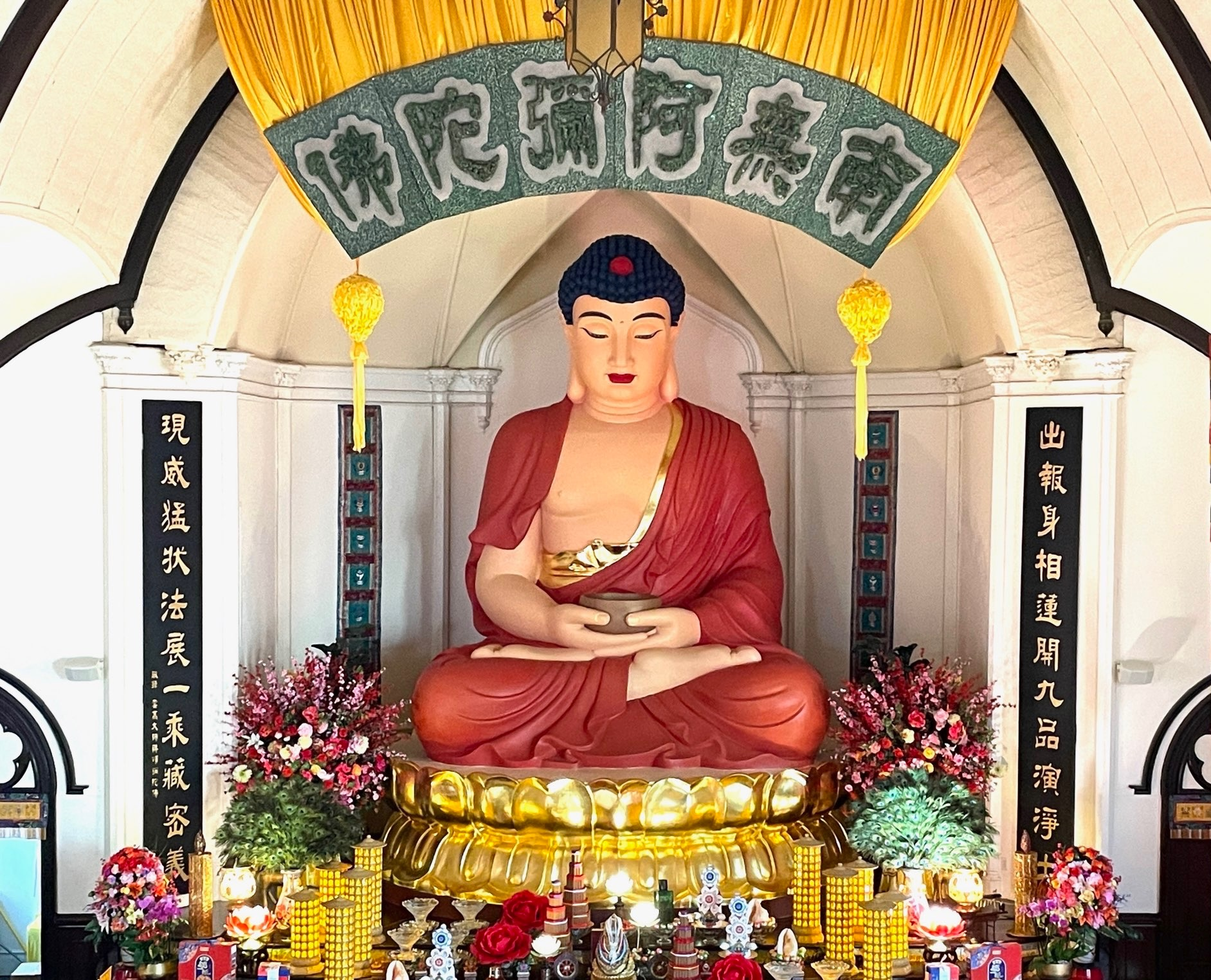
舊金山華藏寺南無阿彌陀佛聖台

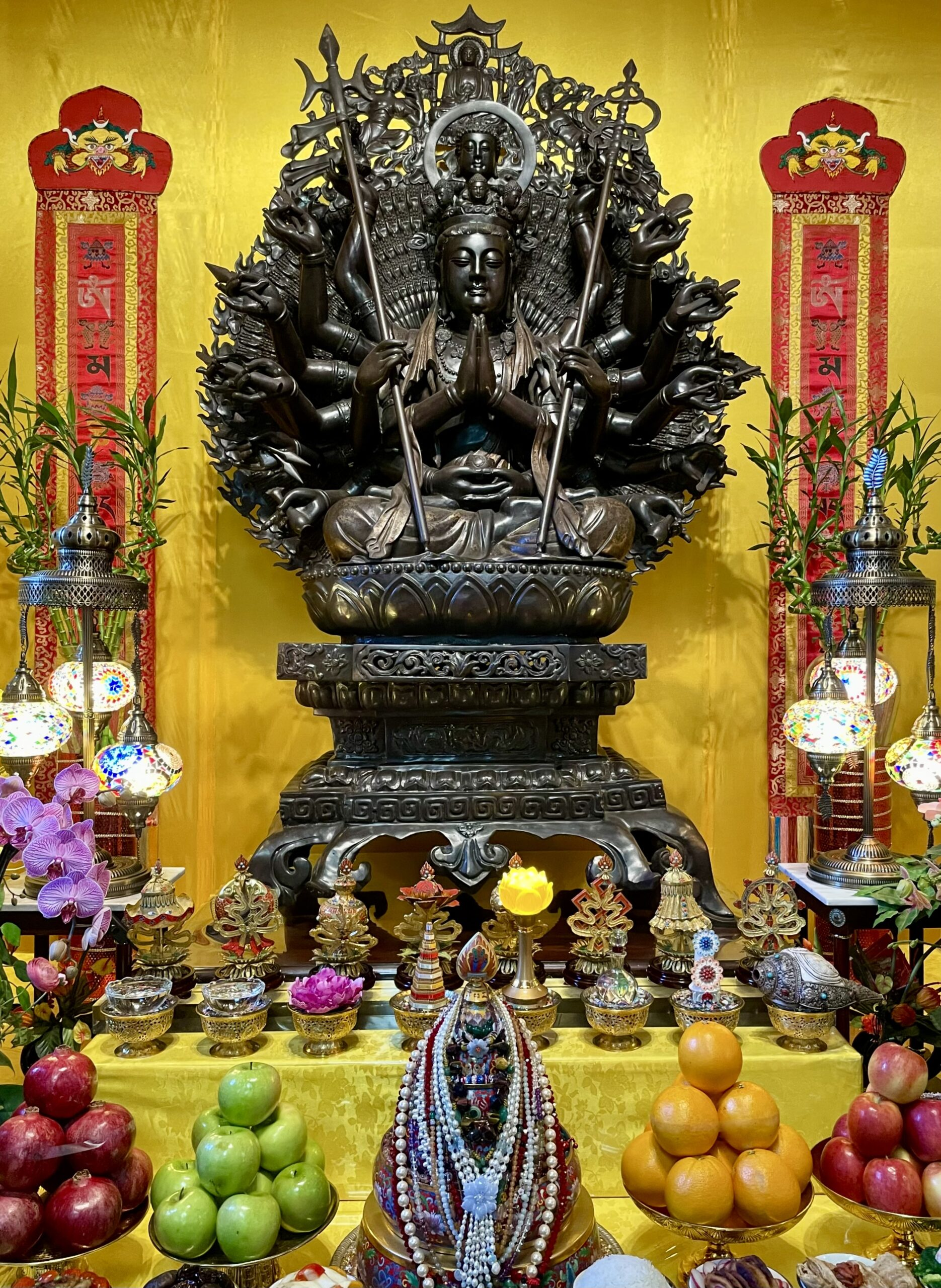
舊金山華藏寺南無觀世音菩薩聖台

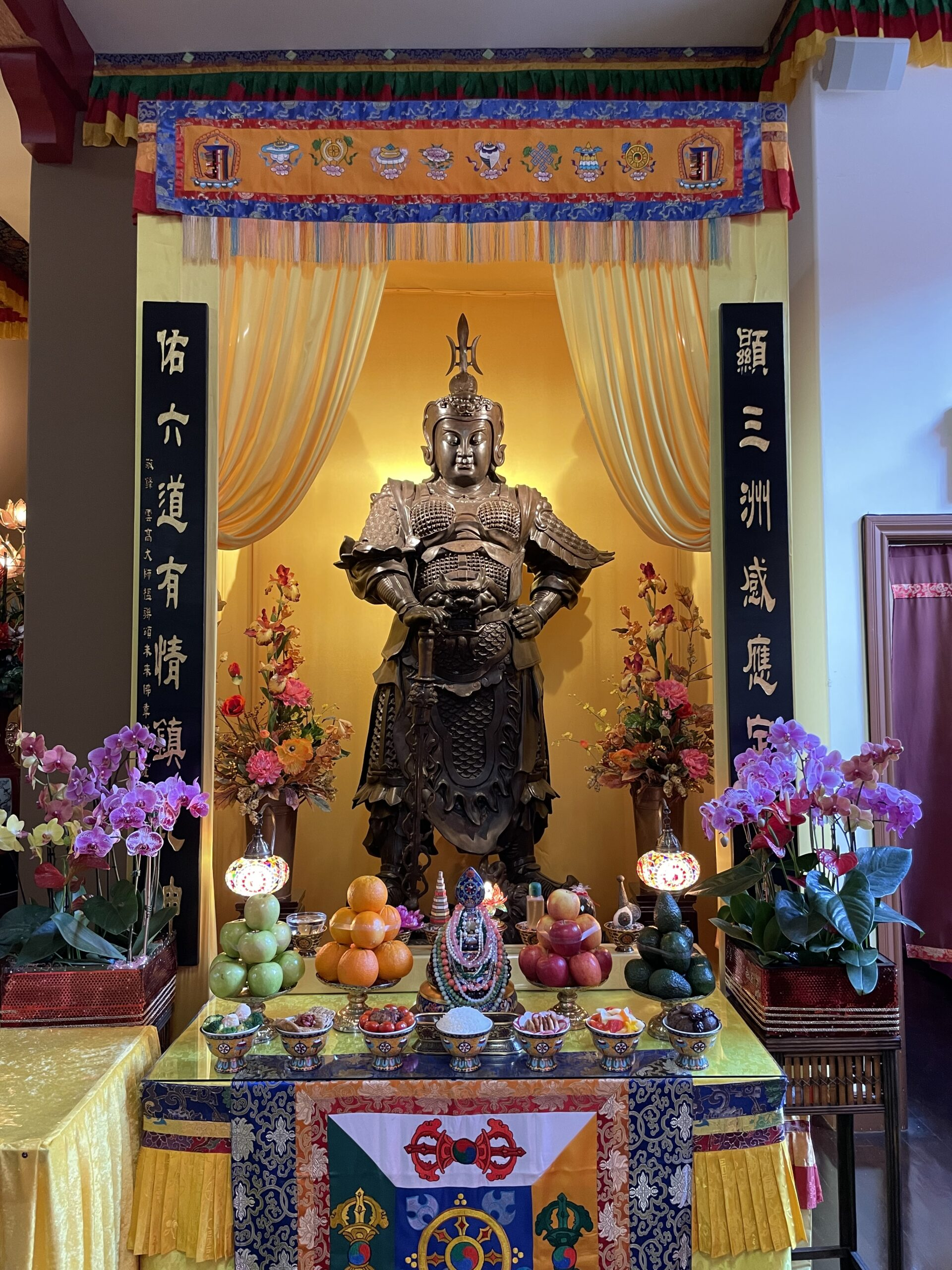
舊金山華藏寺南無韋馱菩薩聖台

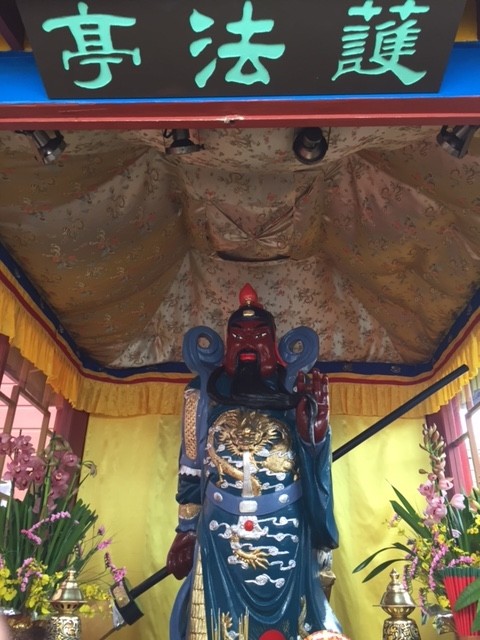
舊金山華藏寺關聖帝君護法亭

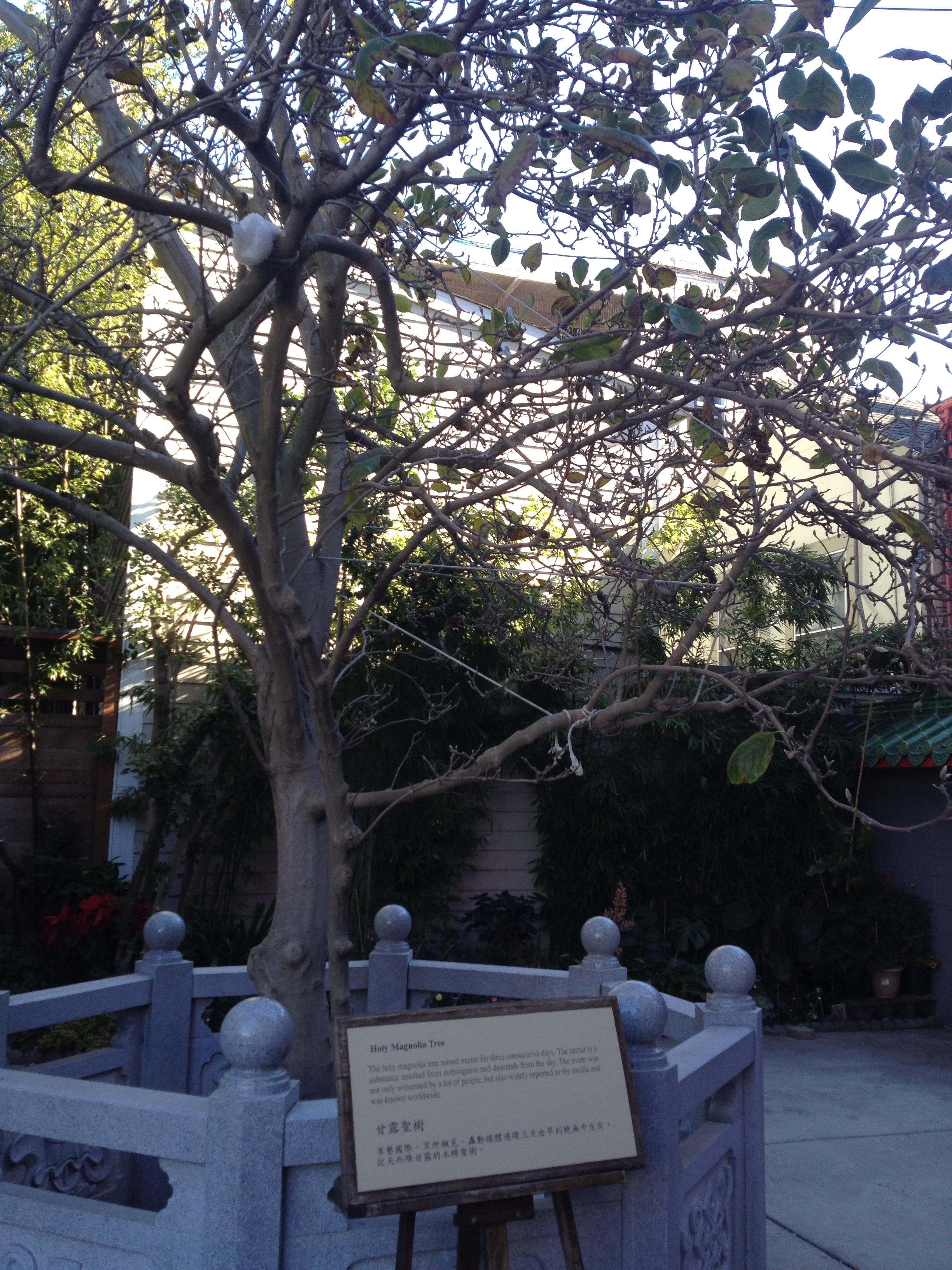
舊金山華藏寺木棉聖樹

大雄寶殿
大雄寶殿中央供奉釋迦牟尼佛、左邊供奉千手觀音菩薩、右邊供奉韋馱菩薩。此為舉辦法會與共修時主要大殿。
彌陀殿
彌陀殿位於二樓，供奉兩層樓高阿彌陀佛像，若法會人數過多，可分散至彌陀殿。
彌勒菩薩聖台
入口處一進去可看見大肚彌勒菩薩法像。
關聖帝君護法亭
後院供奉關聖帝君護法聖神，關聖帝君為佛教護法聖神，聖靈感應，後院提供靈籤供信眾搖籤問事。
藏經閣
三樓為藏經閣，主要放置淨宗、禪宗主要經典，如阿彌陀經、藥師琉璃光如來本願功德經，地藏菩薩本願經等。
後院花園
裡面有一顆木棉聖樹，相傳曾多次於萬里晴空、天空無雨的情況下過甘露。

## 寺廟活動
定期於佛菩薩聖誕舉辦法會，如阿彌陀佛聖誕法會、藥師琉璃光如來法會、韋馱菩薩聖誕法會、觀音菩薩聖誕法會、釋迦牟尼佛浴佛法會、地藏法會、清明報恩法會、大悲千手觀音大壇法會。每週日有禪修課程。不定期舉行放生法會。

## 碑記
正寺門
上聯『承依三寶起正法妙諳密典各派善存是諸宗』，下聯『秉咐九品開法藏貫乎法門異族和收乃釋教』。
華藏門
上聯『本寺依藏登妙蓮挽手可攀』，下聯『正法奉律取聖宗雲腿即顯』。
彌勒菩薩聖台
上聯『大肚能容天下事何來不容之容』，下聯『忍辱可納法界境豈是有納中納』。
大雄寶殿
上聯『法空歸源本無心心無本源歸空法』，下聯『性寂真來如陀佛佛陀如來真寂性』。
彌陀殿
上聯『出報身相蓮開九品演淨土』，下聯『現威猛狀法展一乘藏密義』。
護法亭
上聯『玉泉山中立廟堂帝君皈佛門』，下聯『關聖亭前搖籤運靈感識果因』。

## 外部連結
- 官方网站
- 舊金山華藏寺的Facebook專頁
- YouTube上的舊金山華藏寺頻道